# Škoda 25Tr

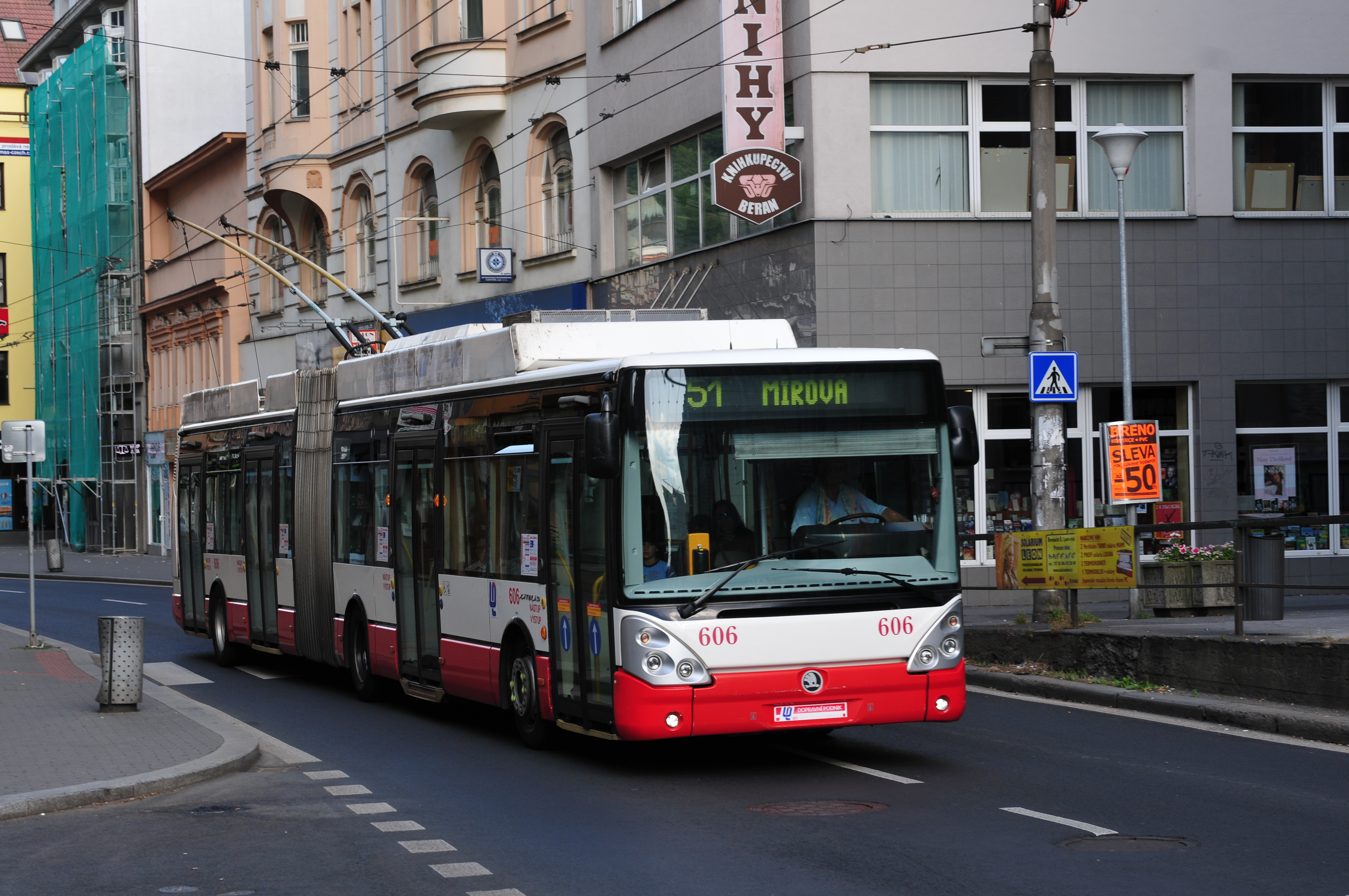
Škoda 25Tr 22013 in Ústí nad Labem

Der Škoda 25Tr ist ein Oberleitungsbus des tschechischen Herstellers Škoda. 25 ist die fortlaufende Baureihennummer, die Abkürzung Tr steht für Trolejbus. Der 25Tr ist die Gelenkversion des sonst baugleichen Škoda 24Tr. Die Erstfahrt fand am 1. Mai 2005 statt.
Als Karosserie wird ein Irisbus Citybus 18M des tschechischen Herstellers Karosa verwendet. Die Karosserie ist selbsttragend, das Fahrzeug hat drei Achsen, wobei nur die dritte Achse angetrieben wird.

## Ausführung 25TrBT
Die ab 2007 hergestellten Fahrzeuge erhalten die Bezeichnung 25TrBT. Sie sind nahezu durchgängig niederflurig, haben alle einen Dieselhilfsantrieb und erfüllen die Abgasnorm Euro 4.

## Lieferungen
Die Wagen der Baureihe 25Tr wurden bisher nur nach Tschechien und die Slowakei geliefert.
| Land       | Stadt            | Typ    | Baujahre  | Anzahl | Quelle |
| ---------- | ---------------- | ------ | --------- | ------ | ------ |
| Tschechien | Brno             | 25TrBT | 2007–2009 | 9      | [ 2 ]  |
| Tschechien | České Budějovice | 25Tr   | 2005–2007 | 13     | [ 3 ]  |
| Tschechien | České Budějovice | 25TrBT | 2008–2012 | 18     | [ 3 ]  |
| Tschechien | Chomutov         | 25TrBT | 2009      | 1      | [ 4 ]  |
| Tschechien | Plzeň            | 25TrBT | 2009      | 5      | [ 5 ]  |
| Tschechien | Teplice          | 25TrBT | 2008      | 2      | [ 6 ]  |
| Tschechien | Ústí nad Labem   | 25Tr   | 2006      | 6      | [ 7 ]  |
| Tschechien | Zlín             | 25Tr   | 2005–2006 | 6      | [ 8 ]  |
| Tschechien | Zlín             | 25TrBT | 2007–2013 | 5      | [ 8 ]  |
| Slowakei   | Bratislava       | 25Tr   | 2006      | 6      | [ 9 ]  |
| Slowakei   | Prešov           | 25Tr   | 2006–2007 | 3      | [ 10 ] |
| Slowakei   | Prešov           | 25TrBT | 2008      | 2      | [ 10 ] |

## Technische Daten
- Länge: 17,8 m
- Breite: 2,5 m
- Höhe: 3,58 m
- Eigenmasse: 17,7 Tonnen (ohne Hilfsantrieb) / 18,7 Tonnen (mit Hilfsantrieb)
- Sitzplätze: 40
- Stehplätze: 110
- Motorleistung: 240 kW
- Leistung Hilfsdiesel: 100 kW
- max. Geschwindigkeit: 65 km/h